# Mraketinți, Pernik
Mraketinți (în bulgară Мракетинци) este un sat în comuna Trăn, regiunea Pernik,  Bulgaria. 

## Demografie
Componența etnică a satului Mraketinți
     Bulgari (100%)
     Nicio identificare (0%)
     Altele (0%)
La recensământul din 2011, populația satului Mraketinți era de 17 locuitori. Din punct de vedere etnic, toți locuitorii erau bulgari.